# Герасимов, Виктор Геннадьевич
Виктор Геннадьевич Герасимов  (1 ноября 1955, с. Шаньгино, Омутинский район, Тюменская область — 12 октября 2024, Челябинск) — советский и российский баянист и музыкальный педагог. Заслуженный артист Российской Федерации (2000).

## Биография
Окончил Тюменское музыкальное училище по классу баяна у Г. А. Ульянова и Т. Н. Бураковой. Затем окончил муз.-пед. ф-т Челябинского государственного института культуры (1978), ассистентуру-стажировку Горьковской государственной консерватории им. М. И. Глинки (1984).
С 1977 выступал как солист-баянист; с 1988 — в составе дуэта с Л. В. Герасимовой. Дипломант 12-го Всемирного фестиваля молодёжи и студентов (Москва, 1985), Международного фестиваля стран Средиземноморья в Тунисе (1994); лауреат международных конкурсов в Италии (1994, 1996), Санкт-Петербурге («Балтика-Гармоника-97»).
С 1980 года — преподаватель кафедры оркестрового дирижирования, с 2001 года — профессор кафедры народных инструментов Челябинского государственного института культуры. Среди его учеников — лауреаты и дипломанты международных конкурсов исполнителей на русских народных инструментах, заслуженные артисты РФ, заслуженные работники культуры РФ.
Скончался 12 октября 2024 года на 69-м году жизни.

## Личная жизнь
- Жена — Лариса Викторовна Герасимова, коллега по дуэту Герасимовых.
- Дочь — Марина, лауреат международных конкурсов.

## Награды
- 1985 год — Дипломант 12-го Всемирного фестиваля молодёжи и студентов в Москве.
- 1989 год Лауреат 1-й премии зонального конкурса исполнителей на русских народных инструментах им. В. В. Андреева (Челябинск)
- 1994 год — Дипломант Международного фестиваля стран Средиземноморья в Тунисе.
- 1994 год — Лауреат международного конкурса в Италии.
- 1996 год — Лауреат международного конкурса «Балтика-Гармоника 97» в Санкт-Петербурге.
- 1997 год — Лауреат 3-й премии Международного конкурса «Приз Кастельфидардо» в дуэте с Л. Герасимовой (Италия)
- 2000 год — за заслуги в области искусства артист инструментального дуэта Челябинского государственного института искусства и культуры, Герасимов Ви
- В 2014 году дуэт с Л. Герасимовой был награждён Почётной грамотой губернатора и Министерства культуры Челябинской области[2].